# Сан Ђузепе ал Пенино I (Салерно)
Сан Ђузепе ал Пенино I је насеље у Италији у округу Салерно, региону Кампанија.
Према процени из 2011. у насељу је живело 80 становника. Насеље се налази на надморској висини од 308 м.